# Ptyonoprogne
Genre
Synonymes
- Hirundo

Le genre Ptyonoprogne comprend 5 espèces d'hirondelles classées par certains auteurs dans le genre Hirundo.

## Liste des espèces
D'après la classification de référence du Congrès ornithologique international (ordre phylogénique) :
- Ptyonoprogne rupestris (Scopoli, 1769) — Hirondelle de rochers
- Ptyonoprogne obsoleta (Cabanis, 1850) — Hirondelle du désert
- Ptyonoprogne fuligula (Lichtenstein, 1842) — Hirondelle isabelline
- Ptyonoprogne concolor (Sykes, 1832) — Hirondelle concolore
- Ptyonoprogne rufigula (Fischer, GA & Reichenow, 1884) – Hirondelle de Fischer